# Chromotropfarbstoffe
Die Chromotropfarbstoffe sind eine Gruppe von Azofarbstoffen, die durch Reaktion verschiedener Diazoniumsalze mit Chromotropsäure als Kupplungskomponente entstehen. Die Herstellung der Chromotropfarbstoffe wurde 1890 durch die Farbwerke vorm. Meister, Lucius & Brüning in Höchst a. M. patentiert. Ursprünglich wurden sie im Wesentlichen zur Färbung von Wolle verwendet. Durch Zusatz verschiedener Metallsalze bei der Färbung wie beispielsweise Kupfersulfat oder Kaliumdichromat lassen sich mit den Farbstoffen leuchtende Nuancen erzielen, deren Farbton von Rot über Bordeauxrot, Violett bis Schwarz reicht. Wegen dieser Vielfältigkeit und Variationsfähgkeit der Farbstöne wurden die Farbstoffe als Chromotrope bezeichnet.
Zum Teil werden die Chromotropfarbstoffe bei histologischen Färbungen wie beispielsweise bei der Gömöri-Trichrom-Färbung oder als Indikatoren bei komplexometrischen Titrationen eingesetzt.
| Chromotrope         |                 |                 |                 |                 |
| Name                | Chromotrop 2R   | Chromotrop 2B   | Chromotrop 6B   | Chromotrop 10B  |
| Strukturformel      | Chromotrop 2R   | Chromotrop 2B   | Chromotrop 6B   | Chromotrop 10B  |
| Farbton             | rot             | blaurot         | violettrot      | rotviolett      |
| CAS-Nummer          | 4197-07-3       | 548-80-1        | 4197-09-5       | 5850-63-5       |
| PubChem             | 20172           | 68360           | 160740          | 135870601       |
| Colour-Index-Nummer | C.I. 16570      | C.I. 16575      | C.I. 16600      | C.I. 16640      |
| Colour-Index-Name   | Acid Red 29     | Acid Red 176    | Acid Violet 6   | Acid Violet 13  |
| Summenformel        | C16H10N2Na2O8S2 | C16H9N3Na2O10S2 | C20H16N4Na2O9S2 | C20H12N2Na2O8S2 |
| Molare Masse        | 468,37 g·mol−1  | 513,37 g·mol−1  | 566,47 g·mol−1  | 518,43 g·mol−1  |